# Hagen (Moselle)
Hagen (luxemburgisch Hoën) ist eine französische Gemeinde mit 369 Einwohnern (Stand 1. Januar 2022) im Département Moselle in der Region Grand Est (bis 2015 Lothringen). Sie gehört zum Arrondissement Thionville.

## Geografie
Die Gemeinde Hagen liegt an der Grenze zu Luxemburg, etwa 16 Kilometer nördlich von Thionville. Das Gemeindegebiet umfasst 3,48 km².

## Geschichte
Der Ort gehört seit 1769, mit einer Unterbrechung von 1871 bis 1918 (Reichsland Elsaß-Lothringen) und von 1940 bis 1944 (deutsche Besatzung), zu Frankreich.

### Bevölkerungsentwicklung
| Jahr      | 1962 | 1968 | 1975 | 1982 | 1990 | 1999 | 2007 | 2019 |
| Einwohner | 120  | 113  | 108  | 114  | 122  | 121  | 185  | 357  |

## Sehenswürdigkeiten
- Kirche Saint-Valentin
- Wasserturm

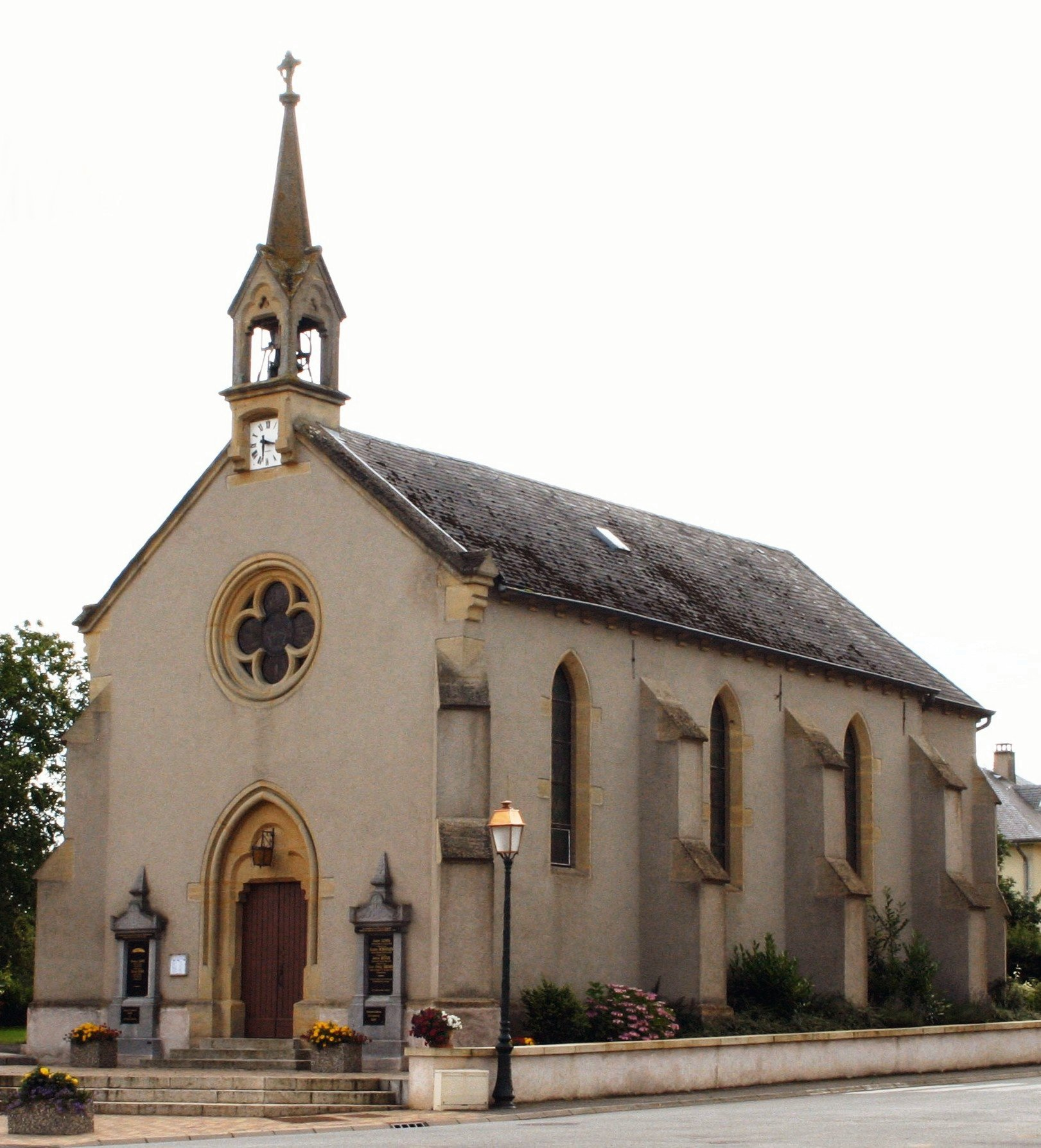
Kirche St. Valentin
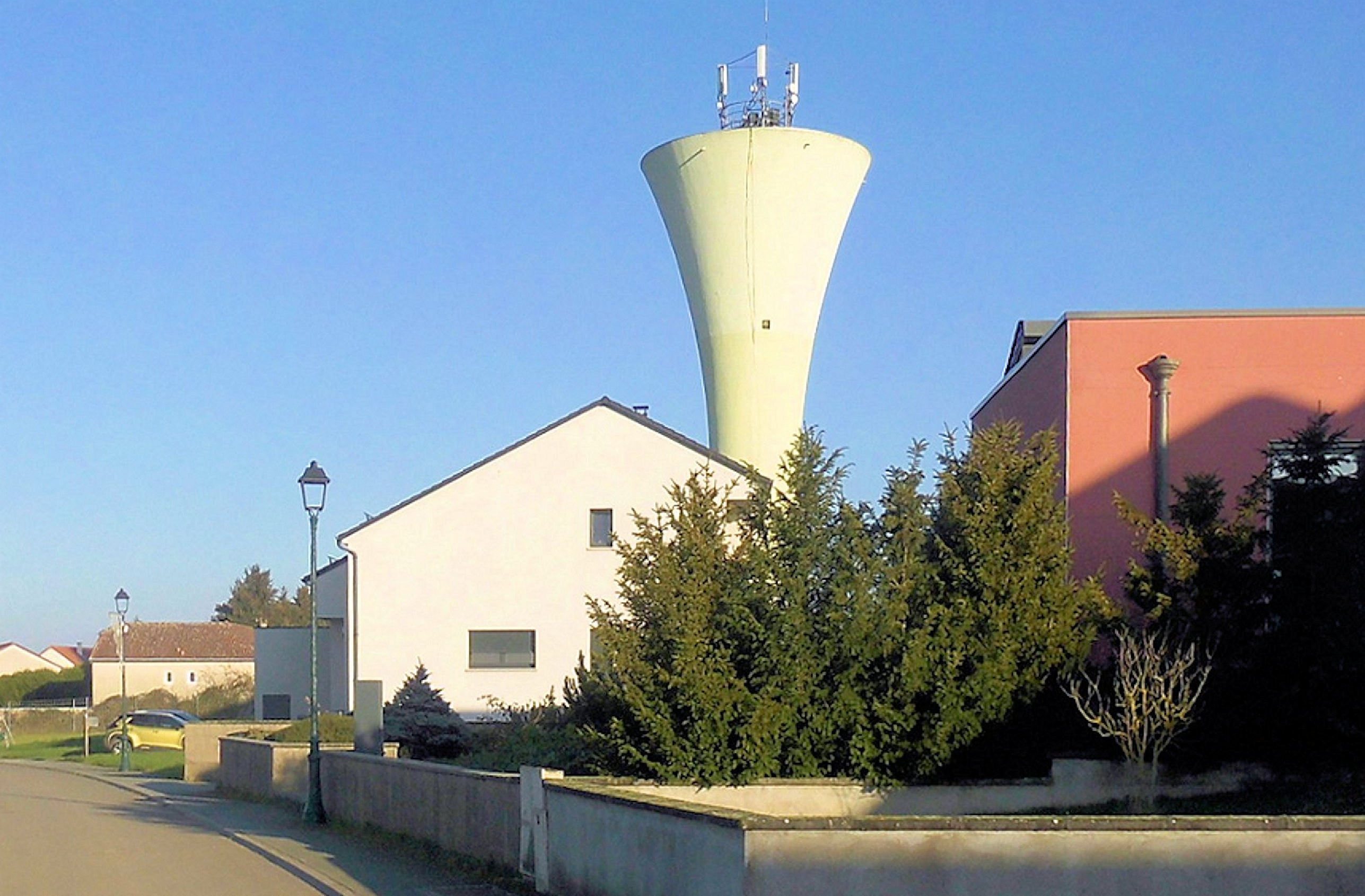
Wasserturm